# South Bound Brook
South Bound Brook és una població dels Estats Units a l'estat de Nova Jersey. Segons el cens del 2008 tenia 5.110 habitants.

## Demografia
Segons el cens del 2000, South Bound Brook tenia 4.492 habitants, 1.632 habitatges, i 1.103 famílies. La densitat de població era de 2.223,6 habitants/km².
Dels 1.632 habitatges en un 31,3% hi vivien nens de menys de 18 anys, en un 51% hi vivien parelles casades, en un 10,8% dones solteres, i en un 32,4% no eren unitats familiars. En el 25,1% dels habitatges hi vivien persones soles el 8% de les quals corresponia a persones de 65 anys o més que vivien soles. El nombre mitjà de persones vivint en cada habitatge era de 2,75 i el nombre mitjà de persones que vivien en cada família era de 3,31.
Per edats la població es repartia de la següent manera: un 23,5% tenia menys de 18 anys, un 8,8% entre 18 i 24, un 36,2% entre 25 i 44, un 21,1% de 45 a 60 i un 10,5% 65 anys o més.
L'edat mediana era de 35 anys. Per cada 100 dones de 18 o més anys hi havia 100,4 homes.
La renda mediana per habitatge era de 48.984 $ i la renda mediana per família de 58.214 $. Els homes tenien una renda mediana de 36.955 $ mentre que les dones 30.082 $. La renda per capita de la població era de 21.131 $. Aproximadament el 3,6% de les famílies i el 6,7% de la població estaven per davall del llindar de pobresa.

## Poblacions més properes
El següent diagrama mostra les poblacions més properes.